# Joel Hastings Metcalf
Pour les articles homonymes, voir Metcalf et Hastings.
Joel Hastings Metcalf, né le 4 janvier 1866 à Meadville en Pennsylvanie et mort le 23 février 1925 à Portland dans le Maine, est un astronome américain.
Il fut diplômé de Harvard Divinity School en 1892. Il officia comme ministre du culte unitarien à Burlington (Vermont) puis à Taunton (Massachusetts), à Winchester (Massachusetts) et à Portland (Maine).
Il découvrit ou codécouvrit quelques comètes, dont les comètes périodiques 23P/Brorsen-Metcalf et  97P/Metcalf-Brewington. Il découvrit également plusieurs astéroïdes.

## Astéroïdes découverts
| (525) Adélaïde     | 21 octobre 1908   |
| (581) Tauntonia    | 24 décembre 1905  |
| (599) Luisa        | 25 avril 1906     |
| (600) Muse         | 14 juin 1906      |
| (602) Marianna     | 16 février 1906   |
| (603) Timandre     | 16 février 1906   |
| (604) Tecmesse     | 16 février 1906   |
| (611) Valeria      | 24 septembre 1906 |
| (620) Drakonia     | 26 octobre 1906   |
| (622) Esther       | 13 novembre 1906  |
| (636) Erika        | 8 février 1907    |
| (637) Chrysothémis | 11 mars 1907      |
| (638) Moïra        | 5 mai 1907        |
| (645) Agrippina    | 13 septembre 1907 |
| (653) Bérénice     | 27 novembre 1907  |
| (655) Briséis      | 4 novembre 1907   |
| (660) Crescentia   | 8 janvier 1908    |
| (661) Clélie       | 22 février 1908   |
| (662) Newtonia     | 30 mars 1908      |
| (673) Edda         | 20 septembre 1908 |
| (675) Ludmilla     | 30 août 1908      |
| (690) Wratislavia  | 16 octobre 1909   |
| (691) Lehigh       | 11 décembre 1909  |
| (694) Ekard        | 7 novembre 1909   |
| (695) Bella        | 7 novembre 1909   |
| (696) Leonora      | 10 janvier 1910   |
| (726) Joëlla       | 22 novembre 1911  |
| (729) Watsonia     | 9 février 1912    |
| (736) Harvard      | 16 novembre 1912  |
| (737) Arequipa     | 7 décembre 1912   |
| (739) Mandeville   | 7 février 1913    |
| (740) Cantabia     | 10 février 1913   |
| (741) Botolphia    | 10 février 1913   |
| (747) Winchester   | 7 mars 1913       |
| (755) Quintilla    | 6 avril 1908      |
| (756) Lilliana     | 26 avril 1908     |
| (757) Portlandia   | 30 septembre 1908 |
| (767) Bondia       | 23 septembre 1913 |
| (784) Pickeringia  | 20 mars 1914      |
| (792) Metcalfia    | 20 mars 1907      |
| (1345) Potomac     | 4 février 1908    |